# Lesa (Grecia)
Lesa (en griego, Λῆσσα) es el nombre de una aldea griega antigua de Argólide, situada en el límite de los territorios de Argos y Epidauro, donde Pausanias ubicaba un templo de Atenea y una xoana. Sobre Lesa se hallaba el monte Aracneo, donde había altares de Zeus y Hera en los que se realizaban sacrificios cuando era necesario propiciar la lluvia. Se encontraba en el lugar donde está actualmente la población de Ligurio.